# Louis Wain
Louis Wain (Clerkenwell, 5 agosto 1860 – St Albans, 4 luglio 1939) è stato un artista britannico, conosciuto per i suoi disegni spesso raffiguranti gatti antropomorfizzati dai grandi occhi.
Nei suoi ultimi anni di vita soffrì probabilmente di schizofrenia (o di un altro tipo di disordine mentale), che, secondo alcuni psichiatri, trova riscontro nella sua arte.

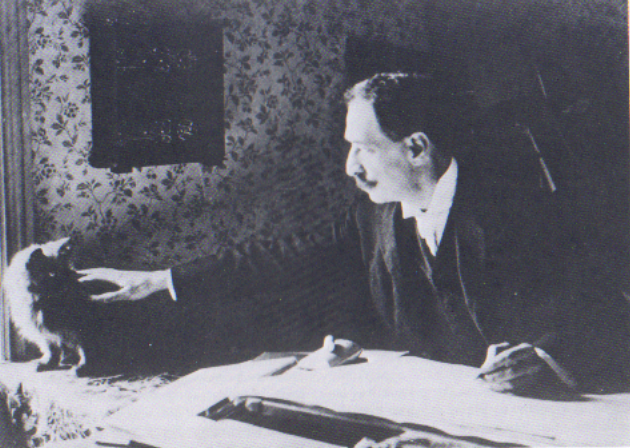
Louis Wain al tavolo di lavoro, 1890

## Biografia

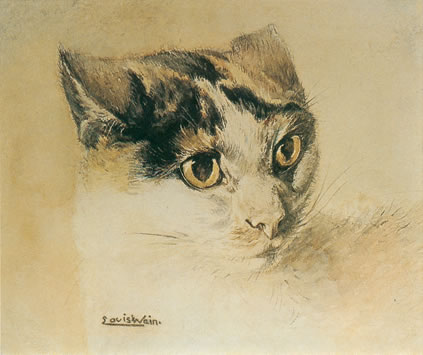
Una delle prime opere di Wain: un gatto rappresentato in modo realistico.

Louis William Wain nacque nel 1860 a Clerkenwell, un sobborgo di Londra, da padre inglese, commerciante di stoffe e ricamatore, e madre francese. Era il primo di sei figli, l'unico maschio. Le sue sorelle non si sposarono mai e vissero con la madre tutta la vita; anche Louis visse con la madre la maggior parte della sua vita. A trent'anni la sorella minore fu riconosciuta malata di mente e ricoverata in manicomio.
Louis nacque con il labbro leporino e i medici ordinarono ai suoi genitori di non fargli impartire alcuna lezione scolastica fino all'età di dieci anni. Da adolescente spesso marinava la scuola, trascorrendo molto tempo girovagando per Londra. Dopo questo periodo, Louis frequentò le lezioni alla West London School of Art dove insegnò per un breve periodo al termine degli studi. All'età di 20 anni, a seguito della morte del padre, lasciò l'insegnamento per essere di sostegno alla sua famiglia. Divenne quindi un artista indipendente ottenendo un buon successo. Si specializzò nel disegno di animali e scene campestri, lavorando per diverse riviste tra cui Illustrated Sporting and Dramatic News, con cui collaborò per quattro anni, e The Illustrated London News dal 1886. Durante il decennio del 1880 le opere di Wain includono illustrazioni dettagliate di casali, poderi, e bestiame per le fiere agricole. Il suo lavoro lo portò a disegnare una grande varietà di animali, sviluppando la capacità di ritrarre ogni genere di creatura. Ad un certo punto pensò di poter vivere eseguendo ritratti di cani.

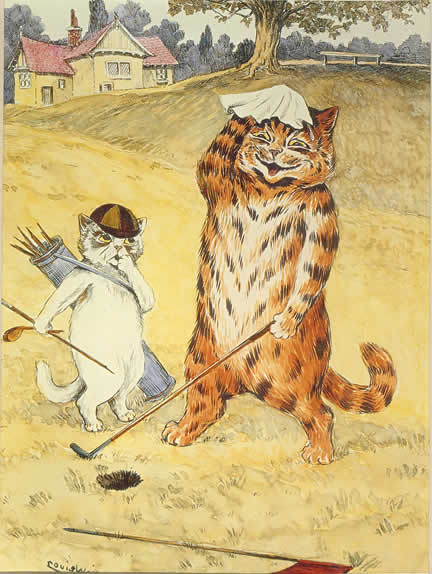
Uno dei disegni di Wain con gatti antropomorfi

A 23 anni sposò Emily Richardson, l'istitutrice delle sue sorelle, di dieci anni maggiore di lui (condizione scandalosa per l'epoca) e andò a vivere con lei ad Hampstead, nella parte nord di Londra. Emily si ammalò ben presto di cancro al seno e morì ad appena tre anni dalla loro unione. Prima della morte di sua moglie, Wain scoprì il soggetto che avrebbe caratterizzato la sua carriera. Durante la malattia Emily trovò conforto nella compagnia di un gattino randagio bianco e nero, chiamato Peter, che i due sposi avevano accolto una notte sentendolo miagolare sotto la pioggia. La presenza di Peter sollevava l'animo di Emily e Louis iniziò a disegnare parecchi schizzi del loro gattino. Emily, che aveva incoraggiato Louis a pubblicare i disegni, morì prima di poter vedere la realizzazione del progetto. Louis però continuò a disegnare gatti, come a mantenere una promessa fatta alla sua amata Emily. Wain scrisse più tardi di Peter: "A lui appartiene, giustamente, il fondamento della mia carriera, gli sviluppi dei miei sforzi iniziali e la costituzione del mio lavoro". La figura di Peter è riconoscibile in molti dei primi lavori di Wain.
Nel 1886 i suoi primi disegni con gatti antropomorfi furono pubblicati nel numero natalizio di Illustrated London News dal titolo A Kittens' Christmas Party. I gatti raffigurati, molti dei quali somigliavano a Peter, erano più di 150 su undici tavole e compivano azioni quali spedire un invito, sorreggere una palla, giocare, tenere un discorso. Erano disegnati a quattro zampe, senza abiti e senza la varietà di espressioni umane che avrebbero caratterizzato i lavori successivi di Wain. Con lo pseudonimo di George Henri Thompson, egli illustrò inoltre numerosi libri per bambini.
Negli anni seguenti i gatti di Wain cominciarono a camminare eretti, a presentare ampi sorrisi ed espressioni facciali complesse e ad indossare vestiti alla moda. Le illustrazioni mostravano gatti intenti a suonare strumenti musicali, prendere il te, giocare a carte, pescare, fumare e trascorrere una serata all'opera. Questo tipo di disegni con animali antropomorfi erano molto popolari nell'Inghilterra vittoriana e si trovavano spesso in stampe, cartoline e illustrazioni satiriche come quelle di John Tenniel.
Wain fu un artista prolifico per i successivi 30 anni, arrivando a produrre fino a diverse centinaia di opere l'anno. Illustrò un centinaio di libri per bambini e i suoi lavori furono pubblicati su giornali, riviste e periodici, tra cui il Louis Wain Annual. Le opere furono anche riprodotte su cartoline illustrate che sono tuttora molto ricercate dai collezionisti.
Wain si impegnò attivamente con molte associazioni benefiche a favore degli animali in generale e dei gatti in particolare. Dal 1898 al 1911 fu presidente del National Cat Club. Egli riteneva di aver contribuito "a spazzare via il disprezzo con cui i gatti venivano trattati" nel Regno Unito.
Nonostante la sua popolarità, Wain ebbe difficoltà finanziarie per tutta la vita. Egli rimase responsabile del sostentamento della madre e delle sorelle ed aveva scarso senso degli affari. Era modesto, ingenuo, facilmente raggirabile e impreparato per la contrattazione nel mondo dell'editoria. Sovente vendette tutti i diritti sui suoi lavori, senza conservare alcun diritto di riproduzione. Fu facilmente raggirato e occasionalmente ingannato con la promessa di un facile modo di fare soldi.
Nel 1907 si recò a New York dove disegnò fumetti per conto del gruppo editoriale Hearst. I suoi lavori furono largamente lodati, nonostante il suo atteggiamento critico verso la città avesse attirato su di lui le critiche della stampa. Ritornò nel Regno Unito con meno denaro di quello che aveva alla partenza, a causa di un investimento poco prudente su un nuovo tipo di lampada a olio.

## Disturbi mentali

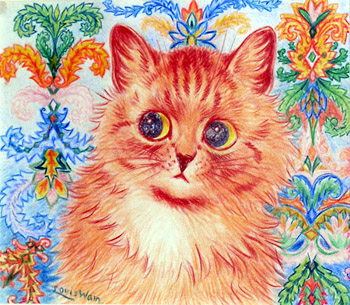
Questo gatto, come molti altri disegnati in questo periodo, presenta motivi astratti sullo sfondo. Alcuni psicologi considerano l'incremento del livello di astrazione come uno dei sintomi della schizofrenia di Wain, ma altri ritengono che lo sfondo richiami semplicemente i disegni dei tessuti di sua madre.

Alcuni ipotizzano che l'insorgere della schizofrenia di Wain sia stato aggravato dalla toxoplasmosi, infezione causata dal toxoplasma gondii, un protozoo parassita del gatto che può essere trasmesso all'uomo attraverso le feci. La teoria che la toxoplasmosi possa causare schizofrenia è al vaglio dei ricercatori, anche se fu avanzata già dal 1953.
La schizofrenia è caratterizzata da un ventaglio di disturbi (alterazione del pensiero, del comportamento e dell'affettività) che possono avere una base genetica. È abbastanza comune che una schizofrenia latente sia scatenata dall'uso di psicofarmaci. Alcuni studi hanno evidenziato un meccanismo specifico di azione del toxoplasma gondii che modula i trasmettitori neurologici e gli enzimi ormonali. Questo fornisce una spiegazione plausibile sia per l'apparente attivazione della schizofrenia latente in soggetti con familiarità, sia per la relazione spesso di simbiosi tra gatti ed esseri umani.
Quando le sue sorelle non poterono più far fronte al suo comportamento alterato e a volte violento, egli fu ricoverato, nel 1924, nel reparto indigenti dello Springfield Mental Hospital nel sobborgo londinese di Tooting. Un anno dopo si venne a sapere del ricovero e la circostanza fu ampiamente pubblicizzata, tanto da portare ad appelli da parte di figure di rilievo come quello dello scrittore H. G. Wells e all'intervento personale del Primo Ministro. Wain fu trasferito prima al Bethlem Royal Hospital di Southwark e nel 1930 al Napsbury Hospital nella contea dell'Hertfordshire, a nord di Londra. Questo ospedale era un luogo relativamente gradevole, con un giardino e una colonia di gatti, ed egli vi trascorse serenamente i suoi ultimi anni di vita. Mentre si illudeva sempre più, i suoi sbalzi di umore si placarono ed egli continuò a disegnare per diletto. I suoi lavori di questo periodo sono caratterizzati da colori brillanti, fiori, e da motivi astratti e intricati, anche se il suo soggetto principale rimase lo stesso. Wain è sepolto assieme al padre nel St. Mary's Roman Catholic Cemetery di Kensal Green, Londra.
Michael Fitzgerald contesta la diagnosi di schizofrenia, sostenendo che più probabilmente fosse affetto da un disturbo dello spettro autistico quale la cosiddetta sindrome di Asperger. In particolare, Fitzgerald afferma che mentre col passare del tempo l'arte di Wain diviene sempre più astratta, la sua tecnica e abilità di pittura non diminuiscono, come ci si aspetterebbe da uno schizofrenico. Peraltro, nei suoi lavori sono dimostrati segni di agnosia visiva, un elemento chiave in alcuni casi di sindrome di Asperger. Se Wain aveva l'agnosia visiva, questa potrebbe essersi manifestata solamente come un'estrema attenzione per i dettagli.

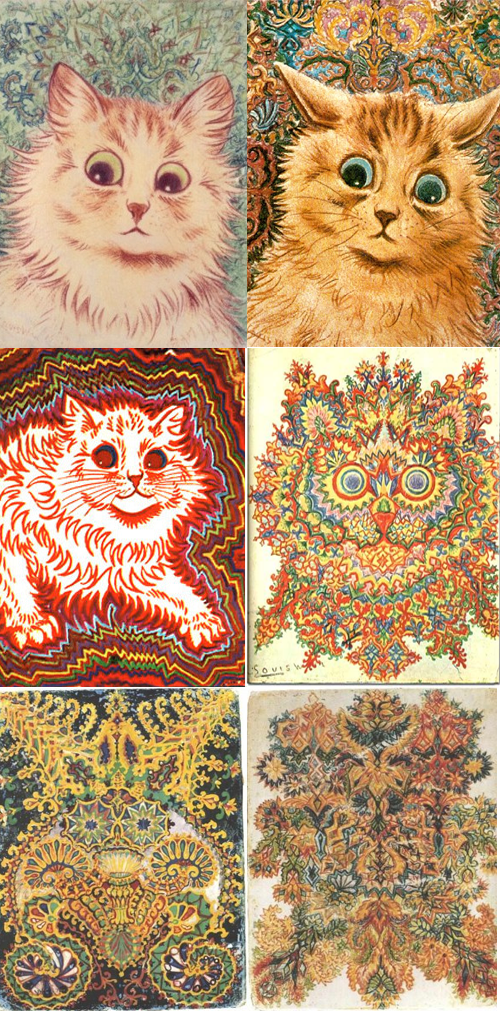
Vari stili artistici utilizzati da Louis Wain nel corso della sua vita dentro gli istituti psichiatrici. Non è noto l'ordine cronologico delle opere. E alcune potrebbero essere terminate mentre altre no.

Le serie dei suoi dipinti sono comunemente usate nei libri di psichiatria per dimostrare quello che si ritiene il mutamento del suo stile al deteriorarsi delle sue condizioni neurologiche. Tuttavia non è noto se le opere siano state create nell'ordine in cui solitamente sono presentate, perché Wain non le datava. Rodney Dale, l'autore di Louis Wain: The Man Who Drew Cats, ha criticato la convinzione che i dipinti possano essere usati come esempio del deterioramento della salute mentale di Wain, con queste parole: "Wain sperimentò il disegno di strutture ripetitive e gatti, e anche negli ultimi tempi ancora disegnava gatti in modo convenzionale, forse 10 anni dopo la sua [presunta] "tarda" produzione che comprende più strutture ripetitive che gatti".
Nel 2012 comunque Kevin Van Eeckelen ha presentato un articolo sugli schemi psicotici che sono già presenti nelle prime opere (narrative) di Louis Wain, per esempio in Louis Wain Kitten Book (1903). Questa analisi si basa sul carattere mimetico (imitativo) della psicosi enunciato da René Girard, che si concentra sulla continuità tra "normalità" e "follia".
Sempre nel 2012 lo psichiatra David O'Flynn ha proposto di vedere le opere come la creazione di due persone, "Louis Wain che le ha dipinte e Walter Maclay (1902–1964), lo psichiatra che le ha organizzate in una serie". O'Flynn suggerisce che Maclay abbia visto nella serie una prova delle sue idee - basate in parte sui suoi esperimenti degli anni '30 sull'arte e la psicosi indotta da mescalina - che gli schizofrenici abbiano una capacità creativa ridotta. Tuttavia l'esperienza dell'Art Brut dimostra l'infondatezza di questa tesi. O'Flynn vede negli ultimi lavori di Wain maggiore sperimentazione e uso del colore, ma non deterioramento. Nonostante si sappia fin dagli anni '60 che la serie sia costruita e che i disegni non sono datati "la loro rappresentazione di qualcosa che non esiste, cioè il deterioramento psicotico, è stato sorprendentemente duraturo". La serie è divenuta "la Monna Lisa dell'arte degli ospedali psichiatrici".

## Eredità
H. G. Wells disse di Wain: "Ha fatto proprio il gatto. Ha inventato uno stile felino, una società felina, un intero mondo di gatti. I gatti del Regno Unito che non prendono esempio e non vivono come quelli di Louis Wain si vergognano di sé stessi".
I suoi lavori sono molto collezionati, ma i falsi sono comuni. Tra i tanti, anche Nick Cave  cominciò a collezionare i suoi disegni alla fine degli anni settanta e organizzò la prima mostra dedicata ai gatti di Wain al di fuori dal Regno Unito, in Australia. Wain creò anche un certo numero di ceramiche. Soprannominata "il gatto futurista" la serie, considerata di stile cubista, comprende cani e gatti con forme angolari e segni geometrici.

## Opere

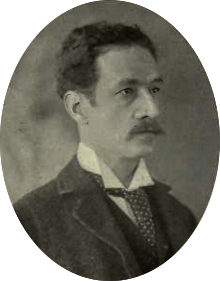
Ritratto di Louis Wain

Tutti i libri di Wain sono nel pubblico dominio, ma nessuno è stato ristampato tranne Father Tuck's Struwwelpeter.
- Fun and frolic. Verses by Clifton Bingham, Ernest Nister.
- All Sorts of Comical Cats. Verses by Clifton Bingham London: Ernest Nister
- Fun at the Zoo with Verses By Clifton Bingham,
- Funny Favourites. Forty-five Pen-and-Ink Drawings by Louis Wain. London. Ernest Nister.
- Madame Tabby's Establishment (1886)
- Our Farm: The Trouble of Successes Thereof (1888)
- Dreams by French Firesides (1890)
- Peter, A Cat O'One Tail: His Life and Adventures (1892)
- Old Rabbit the Voodoo and Other Sorcerers (1893)
- The Dandy Lion (1900/01)
- Cats (1902)
- Pa Cats, Ma Cats and their kittens (1903)
- The Louis Wain Kitten Book (1903)
- Cat's Cradle (1908)
- Louis Wain's Cat Painting Book (c.1910)
- Louis Wain's Cats and Dogs (c. 1910)
- The Louis Wain Nursery Book (c. 1910)
- Louis Wain's Cat Mascot (postcard coloring book, c.1910)
- Father Tuck's Struwwelpeter as seen by Louis Wain, told in Merry Rhymes by Norman Gale (c.1910), second Edition Fidgety Phil and Other Tales (c. 1925)
- Daddy Cat (1915)
- Little Red Riding Hood and Other Tales (1919)
- Somebody's Pussies (1925)
- The Boy who shares my name (1926)

## Nella cultura di massa
La vita di Wain viene narrata nel film del 2021 Il visionario mondo di Louis Wain (The Electrical Life of Louis Wain), diretto da Will Sharpe, e con Benedict Cumberbatch ad interpretare il ruolo dell'artista del Regno Unito.